# نیترید ایتریم
نیترید ایتریم (به انگلیسی: Yttrium nitride) با فرمول شیمیایی YN یک ترکیب شیمیایی است. که جرم مولی آن 102.913 g/mol می‌باشد. شکل ظاهری این ترکیب، بلورهای سیاه است.